# Periquito-santo-de-bico-escuro
O periquito-santo-de-bico-escuro (nome científico: Forpus sclateri), também conhecido como tuim-de-bico-escuro, é uma espécie de ave da família dos psitacídeos. É considerada por alguns especialistas como sinônimo de Forpus modestus.
Pode ser encontrada na Amazônia.